# Српске чиче у Великом рату
Српске чиче („стричеви”) у Великом рату у Србији, у којој су с почетка 20. века људи старили брже но игде другде на свету, називани су људи из последње одбране Српске војске који су имали  45. до 50. година, па на више. Међу њима је било много оних који ће „склопити своје очи” баш онда када је њихова отаџбина бројила задње дане у слободи у првим годинама Великог рата. После Великог рата у Србији ће чиче, које су и до тада увек уживале најдубље поштовање и љубав млађих генерација, с пуним правом, бити десет пута више поштовани и вољени.

## Услови који су владали у Србији у првим годинама Великог рата
Општа војна обавеза у Србији уведена је 1883. године а сви војни обвезници делили су се на први, други и трећи позив и трупе последње одбране.
- Први позив чинили су сви мушкарци старосне доби од 21. до 31. године старости
- Други позива чинила су лица од 31. до 38. године старости.
- Трећи позив чинила су лица од 38. до 45. године старости.
- Последња одбрана обухватала је омладину од 18. до 21. и старије грађане од 45. до 50. навршене године старости.

Укупан број бораца I и II позива износио је 336.063, III позива 52.392, последње одбране 6.220 (омладинаца) и 27.756 (Српских чича) ангажованих у војним станицама, санитетским и профијантским возовима, тако да је до септембра 1914. укупно је мобилисано 423.441 лице, међу којима 870 виших и 3.869 нижих активних и резервних официра и 1.485 административних чиновника и обвезника чиновничког реда.
Стање одеће и друге опреме на почетку Великог рата било је незадовољавајуће:
- Први позив народне војске био је снабдевен истрошеним оделима, преосталим из балканских ратова 1912/13. године, која су после демобилизације била враћена у магацине.
- Други позив није имао комплетну одећу, већ је неко имао блузу, неко шињел, неко панталоне, а појединци само шајкачу.
- Трећи и последњи позив био је у свом народном оделу, без војничког одела и обуће.

Поред недостатака у одећи и обући, велика оскудица владала је и у логорској опреми, храни, понтонирском материјалу, телеграфско-телефонској опреми, санитетском материјалу, колима, коњима и многим другим средствима и опреми. Оружје и опрема заплењени од Турака и Бугара нису могли попунити недостатке.

## Општа разматрања о чичама у Великом рату
У Србији која се с почетка 20. века нашла у неколико ратова нико није никад био сувише стар да се бори за интересе сопствене домовине. Они нису носили униформе, јер их Српска војска за њих није имала, па су у маршу пружали слику у исто време смешну и дирљиву, а и по њихово здравље угрожавајућу. Међутим чиче су захваљујући вишегодишњем искуству кроз живот и раније ратове, знали не само како да се цео дан одрже на сувом хлебу од пола фунте, него и како да се заклоне за дрво и камен. Кад је видео, да се Србија налази у самртним мукама, српски чича је желео само једно - да сачува домовину или и он умре с њом.

## Задатак једног чиче
Њихов задатак је био у томе да чувају железничку пругу, мост или неки важни објекат док су се његови синови борили на граници са непријатељем: 
Код сваког малог моста било их је по четири, два на свакој страни, где су живели у малим шатрама од шипражја. На станицама излазиле су читаве чете чича, у чудноватим групама, с пушкама разног калибра обешеним о њихова кошчата рамена.
А у одсутним тренуцима за опстанак Србије, након снажног продора непријатеље, активно су се укључиле у фронтовску борбу, и заједно су се раме уз раме са војницима првог и другог позива, укључиле у одсудни бој.

## Опрема једног чиче
Ево како је био опремљен српски чича у Великом рату:
Чак и усред лета чича је био одевен као што се ми одевамо у време мраза. На својим плећима носио је вунени огртач од кавене тканине. О огртач прикачена је кукуљача, коју је набијао на главу за време кише, и која је целом његовом оделу давала калуђерски изглед. Испод огртача носио је кожух без рукава од јагњеће коже, са дебелом вуном окренутом унутра. Испод кожуха била је кошуља од платна, тканог код куће. И носио је чакшире, тесно приљубљене уз кукове и колена, али се позади ширише као кеса. На ногама је имао дебеле вунене чарапе, које су ишле преко чакшира чак до колена, окићене шарама сјајних боја. На ногама су му били опанци, пола ципеле, пола сандале.
Једино је шајкача била неизоставно обележје српског војника. 
Најчешће су били наоружани увелико застарелим пушкама једнометкама М.1880 система Маузер-Миловановић и М.1870 система Бердан. 